# Museo de Pontevedra
El Museo de Pontevedra, llamado anteriormente Museo Provincial de Pontevedra, es un museo situado en la ciudad española de Pontevedra.
Fue fundado por la Diputación Provincial de Pontevedra el 30 de diciembre de 1927 y cuenta con seis edificios para sus exposiciones. Dispone de salas de exposiciones permanentes y temporales. Las colecciones del museo son multidisciplinares, clasificadas en salas de pintura, escultura, arqueología, artes decorativas, grabado y etnografía.
El Museo de Pontevedra fue declarado Bien de Interés Cultural el 1 de marzo de 1962. Fue galardonado con la Medalla de Oro de Galicia en 1996.

## Historia
Fue fundado por la Diputación Provincial de Pontevedra en el pazo de Castro Monteagudo el 30 de diciembre de 1927 y fue abierto al público el 10 de agosto de 1929. 
Se inició como apoyo a la acción de la Sociedad Arqueológica de Pontevedra, instalando su sede en el pazo de Castro Monteagudo.
Desde 2013, el museo ocupa cinco edificios históricos más un sexto edificio moderno. Estos seis edificios son: las ruinas góticas de Santo Domingo y los edificios García Flórez, Fernández López, Sarmiento (antiguo colegio barroco jesuita) de la Iglesia de San Bartolomé) y Castro Monteagudo, así como un gran edificio moderno, el Edificio Castelao, inaugurado en 2013. 
El 1 de diciembre de 2021, el Ayuntamiento de Pontevedra compró el convento de Santa Clara, que pasó a ser propiedad municipal. El 3 de enero de 2023, el Ayuntamiento cedió la propiedad del convento a la Diputación de Pontevedra, con el fin de integrar el convento en el Museo de Pontevedra como el séptimo edificio de la institución tras una restauración integral.
En el primer semestre de 2022, el museo registró 108.543 visitantes y a finales de ese año casi 175.000. El Museo de Pontevedra es uno de los museos más visitados de Galicia y el que recibe más visitantes en la provincia de Pontevedra.

### Directores
Los seis directores del Museo de Pontevedra hasta la actualidad han sido:
- 1927–1937: Casto Sampedro Folgar
- 1937–1940: Gerardo Álvarez Limeses
- 1940–1986: Xosé Filgueira Valverde
- 1986–2018: José Carlos Valle Pérez[17]
- 2019–2022: José Manuel Rey García[18]
- 2023: Mª Ángeles Tilve Jar[19]

## Edificios

### Edificio Castro Monteagudo

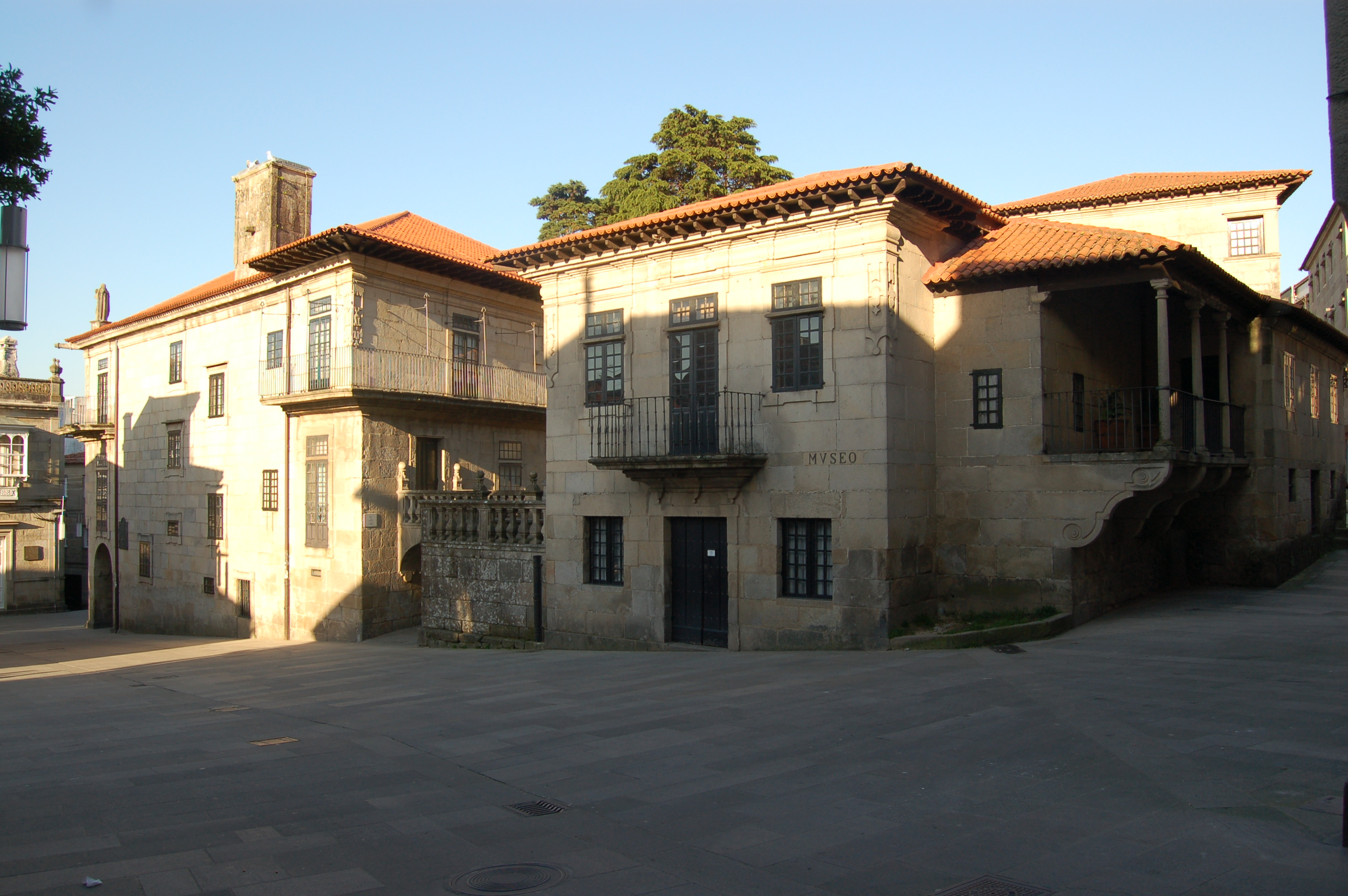
Edificio Castro Monteagudo (derecha) y Edificio García Flórez (izquierda)

El pazo de Castro Monteagudo fue construido en 1760 por José de Castro y Monteagudo que ocupó el cargo de primer auditor de la provincia marítima de Pontevedra. En sus salas se pueden encontrar piezas arqueológicas, orfebrería de la época prerromana y romana, platería y pinturas (gótica, renacentista, bodegones, pintura española). 

#### Salas de arqueología
Tres salas están dedicadas a arqueología, en las que se hallan restos prehistóricos entre los que se encuentran diversos collares y otras piezas romanas procedentes de los yacimientos de Golada y Caldas. En las salas se exponen importantes restos de las etapas prehistórica y protohistórica de Galicia. Durante las últimas obras de remodelación, todas estas colecciones arqueológicas fueron trasladadas al edificio Sarmiento. Algunas de las colecciones permanecieron en su lugar en 2014, como la tradicional colección de orfebrería gallega. 

#### Colección de platería Fernández de la Mora y Mon
La colección de platería civil y religiosa, expuesta de forma permanente en el edificio Castro Monteagudo, fue adquirida por el escritor y diplomático Gonzalo Fernández de la Mora y Mon. Está formada por piezas anteriores a 1900, predominando el arte civil sobre el arte sacro. Las piezas proceden de la península ibérica y Latinoamérica, así como de otros lugares como Rusia y China.
Una serie de objetos de plata niquelada (con incrustaciones de aleaciones de plomo) incluye cajas y portavasos rusos, cajas de rapé turcas y tazas tailandesas.
Una de las piezas más antiguas es un cuenco bizantino del siglo XV o siglo XVI. La de mayor interés histórico es una caja del predicador Thomas Hooker de Nueva Inglaterra, de 1600, y la más noble, una caja de rapé moscovita de principios del siglo XIX con bordes curvos.
La pieza más valiosa es una sopera imperial, forjada en Estrasburgo en 1800, así como una jarra trofeo regalada por la emperatriz de Alemania, Augusta-Victoria de Schleswig-Holstein-Sonderburg-Augustenburg, al ganador de una carrera en 1898, con monedas de oro incrustadas con las efigies de los tres emperadores que gobernaron ese mismo año.

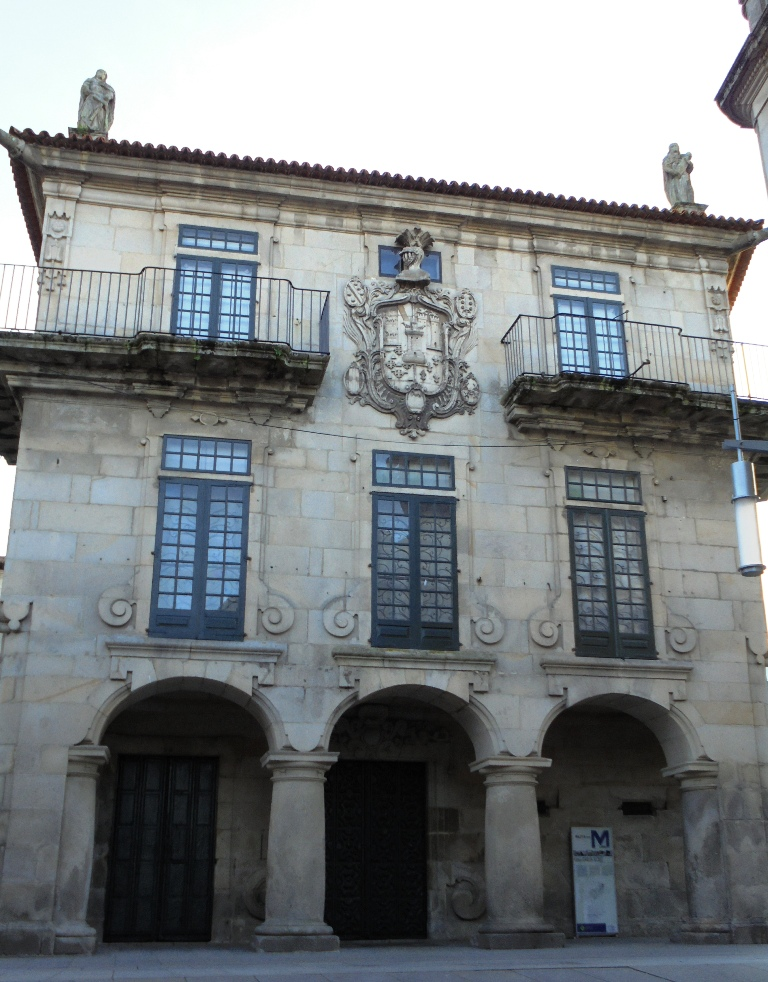
Edificio García Flórez.

### Edificio García Flórez
El Pazo García Flórez debe su nombre a Antonio García Estévez Fariña y su esposa Tomasa Suárez Flórez, que construyeron esta casa solariega sobre un pazo anterior en el siglo XVIII. En 1943 pasó a formar parte del Museo Provincial de Pontevedra.
La colección que se exhibe en sus salas incluye mobiliario y aparatos de navegación, el camarote de la fragata Numancia, esculturas religiosas, una cocina tradicional gallega, grabados, loza de Sargadelos y objetos de azabache.

### Edificio Fernández López
El Edificio Fernández López se empezó a construir en 1962 y se terminó en 1965. Su nombre es un homenaje a su principal benefactor, el empresario y abogado José Fernández López. En el edificio se expone una amplia colección de pintura romántica e histórica de los siglos XIX y XX, con salas dedicadas específicamente a Goya y Joaquín Sorolla.
Este edificio alberga las oficinas administrativas del museo, la biblioteca y el archivo gráfico, que dispone de más de 500.000 entradas e imágenes y alberga el archivo Zagala con las fotografías donadas por el fotógrafo Francisco Zagala, así como los archivos de los fotógrafos José Suárez y Joaquín Pintos.

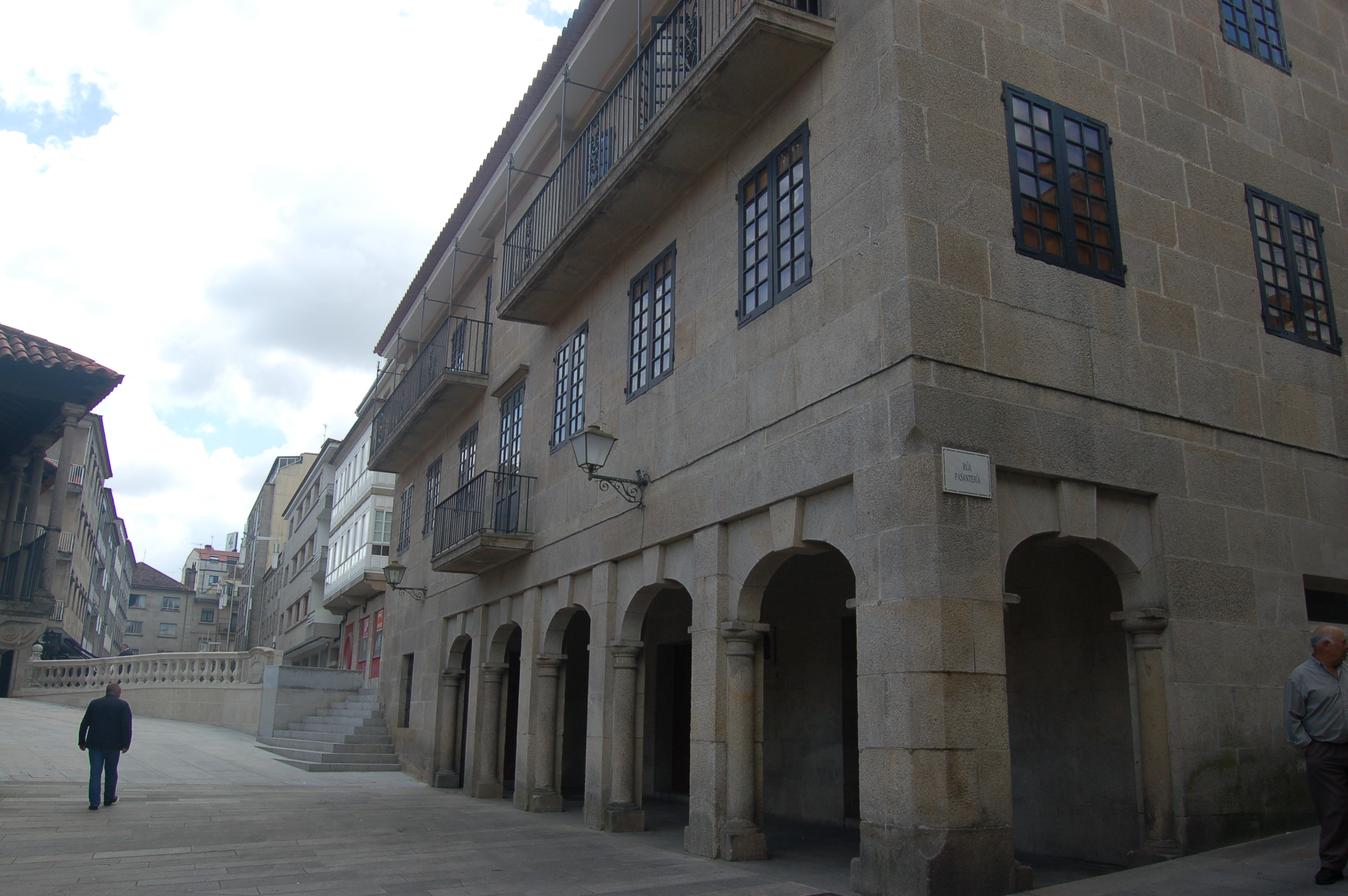
Edificio Fernández López.

El edificio Fernández López del museo se amplió a principios de la década de 2000, con la construcción de un edificio anexo proyectado en 1999 por el arquitecto Celestino García Braña entre las calles Pasantería y Naranjo. Las obras finalizaron en 2002 y el nuevo edificio de 1200 metros cuadrados, síntesis de arquitectura tradicional y moderna (consistente en el anexo de dos viviendas y la construcción de otro edificio en el solar de una antigua huerta) y destinado a oficinas y salas para dar servicio a investigadores y documentalistas, fue inaugurado el 2 de mayo de 2003. La ampliación fue premiada ese mismo año por el Colegio Oficial de Arquitectos de Galicia.

#### Biblioteca
La biblioteca se puso en marcha con un lote de 108 libros. En 2007, su colección incluía más de 6.000 títulos seriados, más de 150.000 registros bibliográficos, 500 mapas y planos y secciones de documentación. Se trata de una biblioteca especializada a disposición de los investigadores, con una sala de lectura abierta al público únicamente para la consulta de los fondos, que no pueden prestarse. La biblioteca realiza diversas tareas de interés científico y colabora con el Ministerio de Cultura y el Gobierno gallego. 
La biblioteca dispone de amplios fondos y el museo publica diversas publicaciones científicas. El museo publica la revista titulada El Museo de Pontevedra desde 1942. Asimismo, el museo publica monografías y dos catálogos de cada exposición.

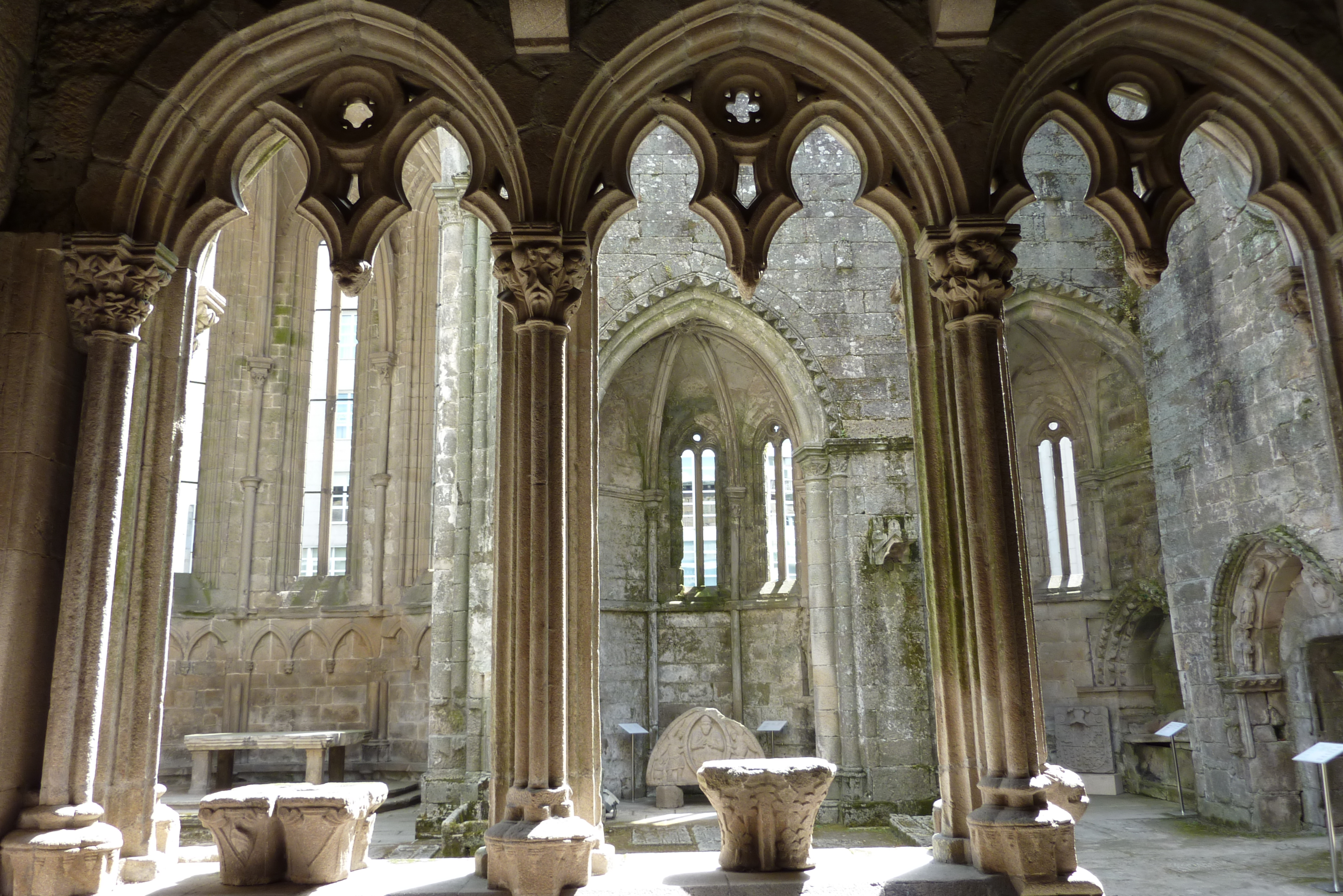
Ruinas de Santo Domingo.

### Ruinas de Santo Domingo
Las ruinas de Santo Domingo son la edificación más antigua del museo y pertenecían al convento homónimo aunque sólo se conserva del mismo la cabecera porticada que fue declarada Monumento Nacional mediante ley el 14 de agosto de 1895. El convento y la iglesia fueron construidos en los siglos XIV y XV y abandonados tras la desamortización de Mendizábal en 1834. El convento sólo conserva la capilla mayor y las capillas laterales del ábside. Este edificio lo solicitó la Sociedad Arqueológica desde 1895 pero el museo no pudo disponer de él hasta 1947. 
En este edificio se puede contemplar además de la capilla mayor y las laterales junto a los restos de la iglesia de Santo Domingo, una colección de escudos, lápidas, baldaquinos, capiteles y diversas estatuas.

### Edificio Sarmiento

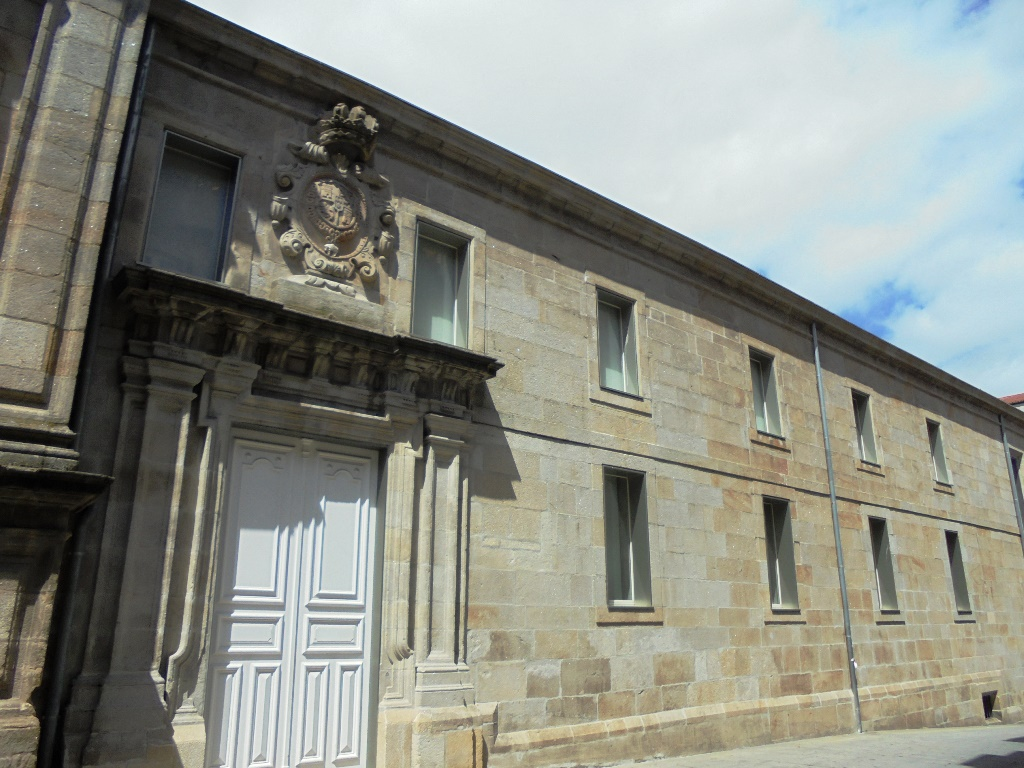
Edificio Sarmiento.

Se trata del antiguo Colegio de los Jesuitas, un edificio barroco iniciado en 1695 y terminado en 1714 junto a la iglesia de San Bartolomé. Se incorporó al museo en 1979.
Tras una profunda remodelación, se abrió al público el 21 de agosto de 2013, con la colección arqueológica y el arte medieval gallego del siglo XIII. Destaca la colección de torques y otras piezas de la cultura castreña procedentes de los tesoros de Caldas de Reyes y Agolada, entre otros. También se expone cerámica gallega y hay salas dedicadas a la ciudad de Pontevedra y a la Virgen Peregrina.
En la sala de seguridad del edificio se encuentra el tesoro de Caldas de Reyes, que data de la Edad del Bronce. Fue descubierto enterrado en un viñedo el 20 de diciembre de 1940 y es el tesoro de oro más importante de la Península ibérica y uno de los más importantes de Europa por su peso.

### Edificio Castelao

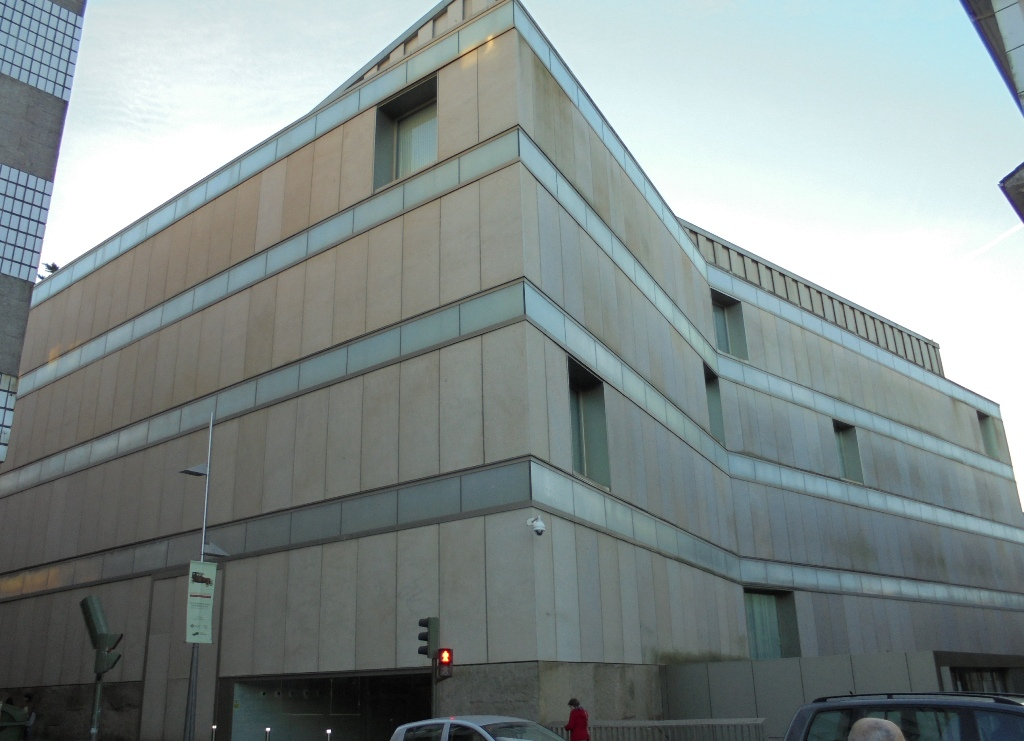
Edificio Castelao.

El Edificio Castelao del museo es un edificio construido entre 2004 y 2008, diseñado por los arquitectos Eduardo Pesquera y Jesús Ulargui, que supuso una ampliación de 10.000 m² para exposiciones y talleres. Este sexto edificio fue inaugurado el 4 de enero de 2013. Está situado detrás de la iglesia de San Bartolomé en el espacio de su antigua huerta.
Se distribuye en cuatro plantas y una planta baja. La planta baja está dedicada a exposiciones temporales y las tres superiores a la exposición permanente de las colecciones del museo, en 23 salas. Éstas incluyen colecciones de arte gallego, desde el gótico hasta la época moderna, así como colecciones de otros artistas españoles y extranjeros.
La primera planta está dedicada al arte gallego, desde el gótico hasta finales del siglo XIX, bajo el nombre de Xeración Doente. Se exponen esculturas y reliquias, como el retablo de Santa María de Belvis (procedente del convento dominico de Santiago de Compostela), y diversas pinturas y esculturas de Goya, Gregorio Fernández, José Gambino, Jenaro Pérez Villaamil o Serafín Avendaño, entre otros.
La segunda planta está dedicada al arte desde finales del siglo XIX hasta el primer tercio del siglo XX. Se pueden contemplar obras de Ovidio Murguía, Fernando Álvarez de Sotomayor, Camilo Díaz, Francisco Asorey y bustos e instrumentos del violinista Manuel Quiroga Losada. Destacan las dos salas dedicadas a Castelao. El museo alberga la producción más emblemática de Castelao, incluido el álbum original Nós.
La tercera planta está dedicada a los artistas gallegos de los siglos XX y XXI, con autores posteriores como el Grupo Atlántica.
En el sótano hay talleres de restauración, un gran auditorio y una cafetería. También se pueden ver los restos de la muralla de Pontevedra.

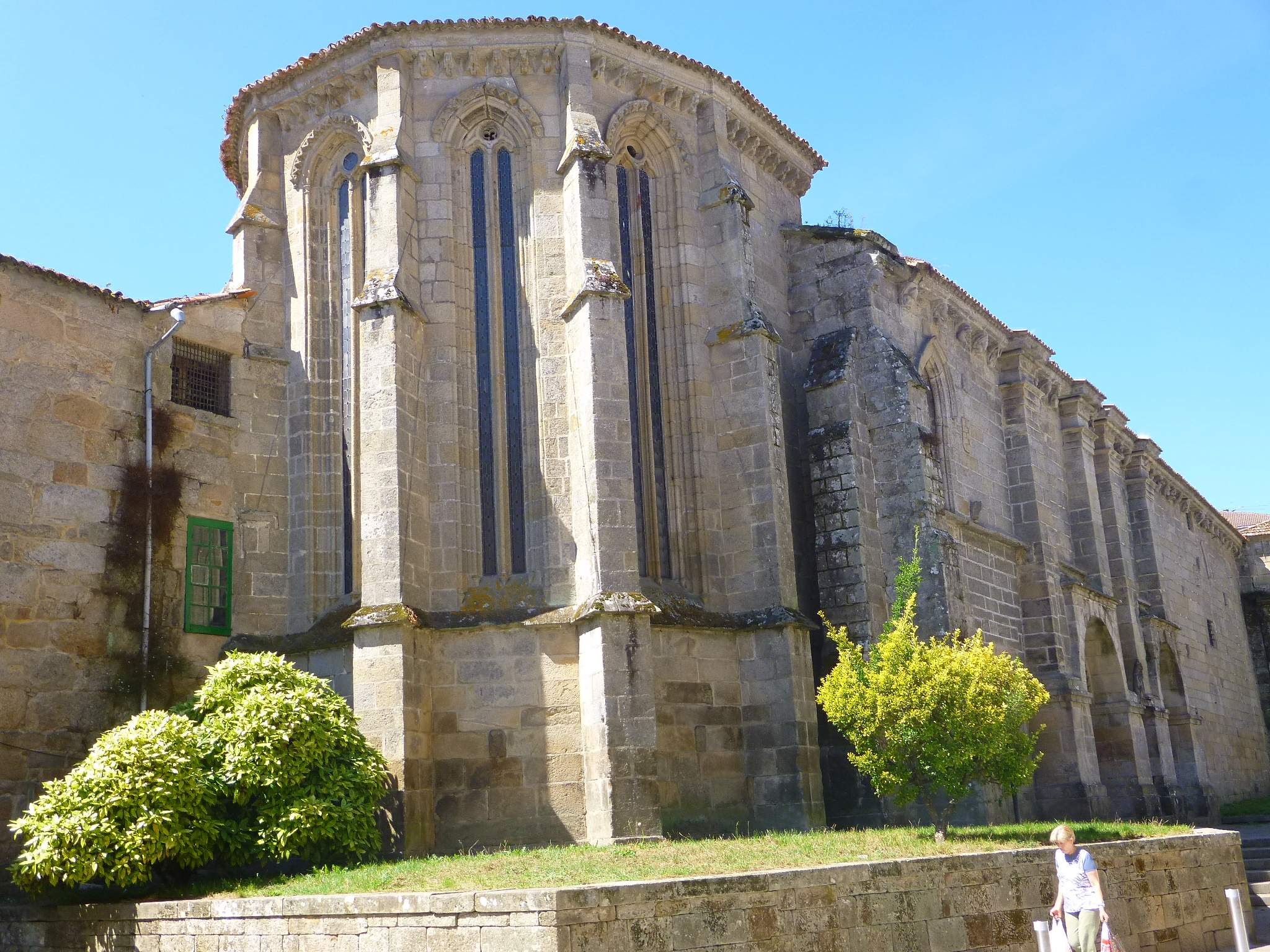
Iglesia del Convento de Santa Clara.

### Convento de Santa Clara
El 1 de diciembre de 2021, el Ayuntamiento de Pontevedra compró el Convento de Santa Clara a la Orden de las Clarisas por 3,2 millones de euros. El 3 de enero de 2023, el Ayuntamiento cedió el convento a la Diputación Provincial de Pontevedra conservando el derecho de uso de los jardines y el bosque anexo. La Diputación integrará el convento en el Museo como su séptimo edificio tras una exhaustiva restauración.

## Exposiciones destacadas

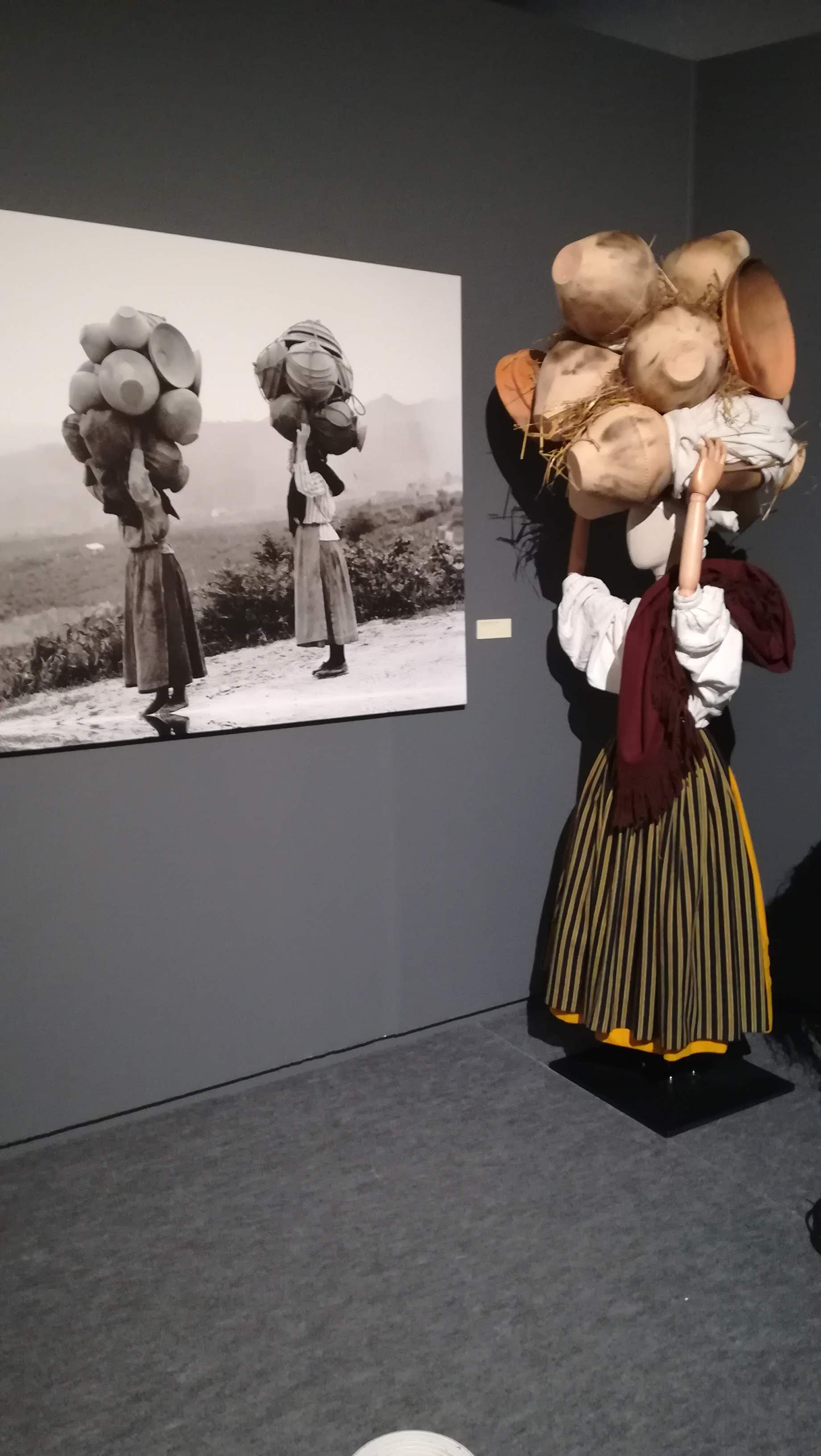
Mujeres transportando vasijas de cerámica al mercado. Museo de Pontevedra.

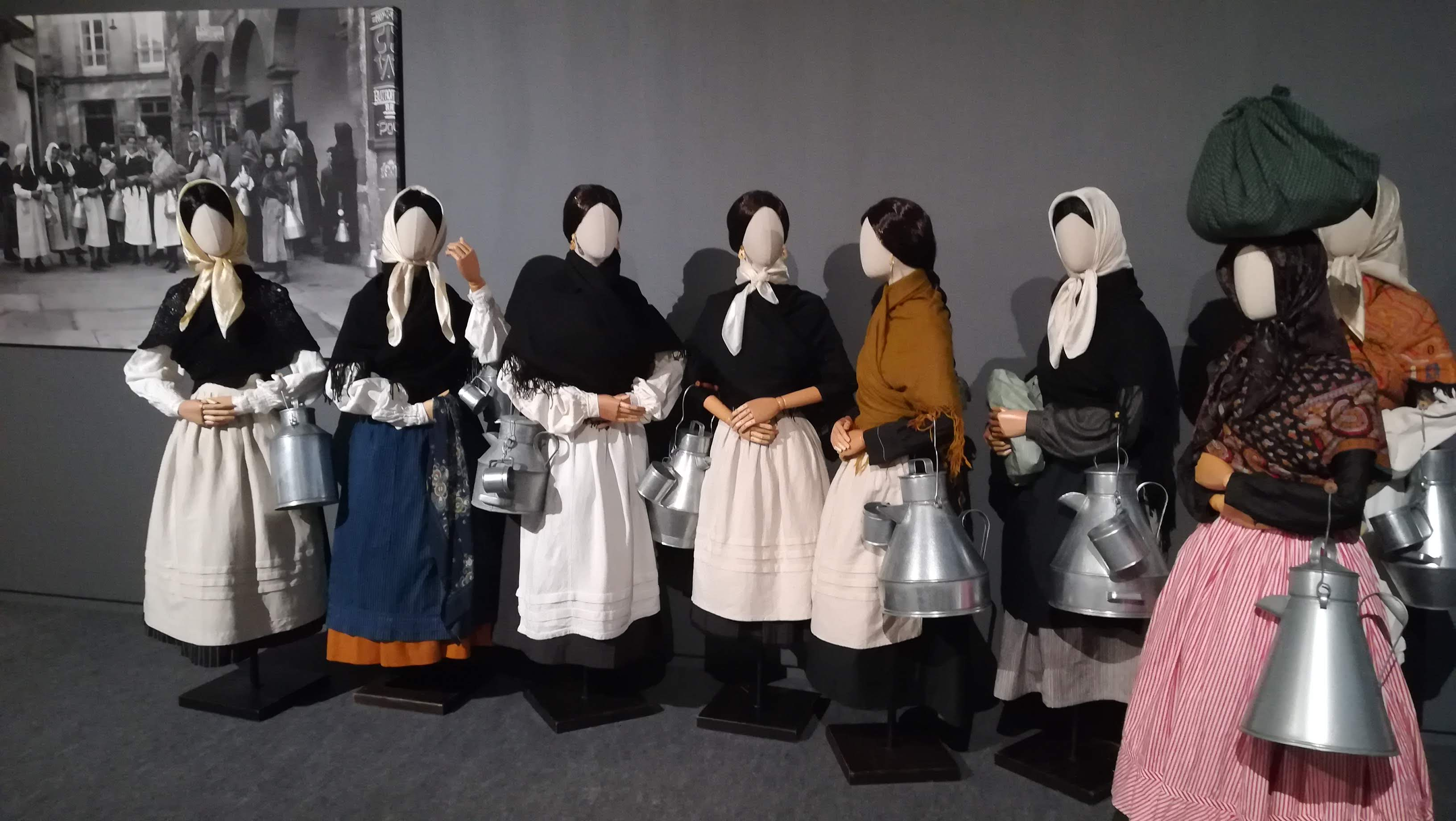
Fotografía de Anderson y trajes tradicionales de lecheras. Museo de Pontevedra.

Entre agosto y octubre de 2022, el Museo de Pontevedra acogió una exposición temporal de unos 75 trajes populares tradicionales y artesanía de Galicia, inspirada y acompañada por las fotografías de la fotógrafa estadounidense Ruth Matilda Anderson tomadas entre 1924 y 1926. Tras cinco años de investigación por parte de la Asociación Etnográfica de Pontevedra Sete Espadelas, esta exposición presentó una selección de trajes tradicionales montados sobre maniquíes y otros elementos de la vida cotidiana procedentes de la colección histórica del museo, así como otros reconstruidos con detalle histórico. Con una antigüedad de casi 100 años, las imágenes de Anderson y las escenas recreadas de la vida rural mostraban, entre otras, a las lecheras reunidas en la Rúa Nova de Santiago de Compostela al amanecer, a las mujeres que llevaban vasijas de cerámica al mercado, a los artesanos que vendían zuecos de madera y a personas con impermeables tradicionales hechos de paja. Se publicó un catálogo adjunto con todas las fotografías de Anderson, así como de los trajes mostrados en esta exposición, que fue visitada por más de 14.000 personas, convirtiéndose en el evento de mayor éxito del museo en los cinco años anteriores.
Entre julio y septiembre de 2024 se realiza la exposición A era das fábulas con obras de Picasso, Miró, Dalí, Kandinsky, Maruja Mallo, Louise Bourgeois, Fernand Léger o Miquel Barceló entre otros.